# Moebius (film 2013)
Moebius (hangŭl: 뫼비우스; latinizzazione riveduta della lingua coreana: Moibi-useu, letteralmente "nastro di Möbius") è un film del 2013 scritto e diretto da Kim Ki-duk.
La pellicola, priva di dialoghi, è stata presentata fuori concorso al Festival di Venezia 2013.

## Trama
Un padre di famiglia ha un'amante, e viene visto in compagnia di lei dal figlio (prima a cena in un ristorante, poi durante un amplesso in auto). La moglie decide di evirare il marito, senza riuscirci, dopodiché evira il figlio mentre sta dormendo, e ingoia il suo pene prima che il marito riesca a recuperarlo. Dopodiché, mentre il marito porta il figlio in ospedale, se ne va di casa e vaga per le strade della città finché non vede un uomo pregare davanti a una vetrina, mettendosi poi a seguirlo. Il padre si fa rimuovere il pene chirurgicamente. Il figlio si innamora dell'amante del padre, che lavora in un negozio di alimentari. Il ragazzo subisce un'aggressione da parte di tre compagni di scuola, uno dei quali aveva scoperto in bagno che è privo di pene. Viene salvato da altri tre ragazzi più grandi, e si unisce a loro. Quando questi violentano la ragazza di cui si è invaghito all'interno del negozio dove lavora, finge anch'egli di stuprarla quando viene il suo turno. Viene arrestato, e alla centrale di polizia il padre cerca di dimostrare che il figlio non può aver violentato la ragazza in quanto privo di pene. Questi, per non rivelare ciò agli altri ragazzi, non lo lascia fare, picchiandolo. I poliziotti però gli tirano giù i pantaloni, suscitando ilarità nei tre ragazzi stupratori quando scoprono che il ragazzo non ha il pene. Il padre scopre su internet un modo per procurarsi l'orgasmo infliggendosi dolore fisico (per esempio strofinando qualcosa di duro, come una pietra, su una parte del corpo) e lo insegna al figlio, il quale, una volta uscito di galera, torna dall'amante del padre e ha un rapporto con lei arrivando all'orgasmo dopo essersi fatto accoltellare alla spalla, muovendo il coltello all'interno della ferita. Uno degli stupratori si reca dalla vittima. Questa finge di voler avere un rapporto con lui, solo per poterlo evirare, aiutata dal ragazzo che era stato evirato dalla madre. Quest'ultimo prende il pene reciso e lo getta in strada, dove verrà schiacciato dai mezzi in corsa, dopodiché accoltella alla spalla lo stupratore, muovendo il coltello e facendogli provare un orgasmo con l'aiuto della ragazza.
Al figlio viene fatta un'operazione di trapianto del pene, utilizzando a sua insaputa quello che si era fatto rimuovere il padre in precedenza. Scopre però di riuscire ad avere un'erezione solo con la madre (nel frattempo tornata a casa), la quale capisce che il pene del marito è ora attaccato al figlio e quindi lo masturba. A questo punto il padre, geloso delle attenzioni della moglie per il figlio e che lei gli ha rifiutato, cerca di evirare il figlio per riprendersi il pene, ma non ci riesce. Decide quindi di caricare la pistola che teneva nel cassetto e uccide la moglie, per poi suicidarsi. Il figlio, svegliato dagli spari mentre sognava un rapporto con la madre, raggiungendo l'eiaculazione nel sonno, raccoglie la pistola e si spara nei genitali.

## Promozione
Il primo teaser trailer del film viene pubblicato online il 7 giugno 2013.

## Distribuzione
Presentato il 3 settembre fuori concorso al Festival di Venezia 2013, è stato distribuito nelle sale italiane il 5 settembre 2013, stessa data di distribuzione nella Corea del Sud.
Nel marzo 2014 la M2 Pictures ed Eagle Pictures distribuiscono l'home video per il mercato italiano. Il 6 aprile 2014 il film viene trasmesso per la prima volta in chiaro su Rai 3.

## Censura
Il film viene censurato in patria dall'ente per il vaglio delle produzioni cinematografiche, la Korea Media Rating Board, che dopo la prima visione di un pre-montaggio della pellicola, la ritiene inadatta per la forte ed estrema violenza e le scene incestuose. Ecco il comunicato ufficiale con le motivazioni della censura coreana:
(Korea Media Rating Board)